# Under Ten Flags
Under Ten Flags (bra: Sob 10 Bandeiras) é um filme ítalo-americano de guerra, de 1960, dirigido por Duilio Coletti e produção de Dino De Laurentiis para distribuição da Paramount Pictures.
Participou do 10º Festival Internacional de Cinema de Berlim.
O roteiro é baseado livremente em eventos ocorridos durante a Segunda Guerra Mundial, durante o período de 1940-1941.

## Elenco
- Van Heflin...Capitão Bernhard Rogge
- Charles Laughton...Almirante Russell
- Mylène Demongeot...Zizi
- John Ericson...Krüger
- Cecil Parker...Coronel Howard
- Folco Lulli...Paco
- Alex Nicol...Knoche
- Liam Redmond...Windsor
- Eleonora Rossi Drago...Elsa
- John Lee
- Ralph Truman...Almirante Benson
- Grégoire Aslan...Capitão do Abdula
- Peter Carsten...Tenente Mohr
- Helmut Schmid
- Gian Maria Volonté...Samuel Braunstein

## Sinopse
O capitão alemão Bernhard Rogge comanda o navio de guerra Atlantis, que iniciou missão no mar em maio de 1940 e a partir daí afundou uma série de navios mercantes dos Aliados (no total, 22). O Almirantado em Londres passa a investigar e o Almirante Russel, que comanda as operações, conta com as informações de um espião na França ocupada para decifrar os códigos e descobrir os movimentos dos inimigos. O capitão Rogge acredita numa "guerra limpa" e usa de artifícios para se aproximar dos inimigos, camuflando o Atlantis como sendo de nacionalidades de países neutros, como o Japão e o Panamá. Após dar tiros de aviso, ele permite que as tripulações e passageiros deixem os navios e só depois os afunda. Em seguida, entrega os prisioneiros a um navio inimigo que deixa partir intacto, com ordens de levá-los a salvo até a uma embarcação neutra. Não obstante, Russel descobre sobre o Atlantis e seus códigos, e envia o cruzador Devonshire para afundá-lo em novembro de 1941.